# Oestrus curvicauda
Oestrus curvicauda är en tvåvingeart som beskrevs av White 1789. Oestrus curvicauda ingår i släktet Oestrus och familjen styngflugor. Inga underarter finns listade i Catalogue of Life.